# Cezarówka Górna
Cezarówka Górna – część miasta Jaworzna. Położona w południowo-wschodniej części miasta w rejonie ulicy Cezarówka Górna. Wraz z Cezarówką Dolną tworzy dzielnicę Cezarówka. 

## Historia
Do 1965 roku Cezarówka Górna była przysiółkiem wsi Balin. W latach 1934–1954 w gminie Trzebinia w powiecie chrzanowskim w województwie krakowskim. 6 października 1954   wraz z Balinem weszła w skład nowo utworzonej gromady Balin.  31 grudnia 1965 odłączona od Balina i włączona do gromady Byczyna. W 1971 roku Cezarówka Górna liczyła 235 mieszkańców i stanowiła sołectwo w gromadzie Byczyna.
1 stycznia 1973 weszła w skład nowo utworzonej gminy Byczyna. Od 1975 w województwie katowickim. 1 lutego 1977, wraz ze zniesieniem gminy Byczyna, włączona została do Jaworzna.